# Télévision numérique alternative
Pour les articles homonymes, voir TNA.
Télévision numérique alternative (TNA) est une chaîne de télévision généraliste et alternative ayant vu le jour le 30 juin 2005 et ayant cessé d'émettre en 2018.

## Présentation et historique de la chaîne
Télévision numérique alternative a vu le jour le 30 juin 2005. 
La chaîne entendait diffuser toute la diversité de la production audiovisuelle alternative : celle des jeunes artistes, des associations, des indépendants et des jeunes sociétés de production qui ne trouve pas toujours sa diffusion dans des chaînes commerciales.
La chaîne était uniquement disponible sur les bouquets télévisés ADSL, la TNT payante et ne diffusait aucune publicité.
La chaîne a été menacée de fermeture en janvier 2009, à la suite de difficultés financières. 
Finalement, la chaîne disparaît en 2018 après des difficultés d'audience et financières qui ont poussé la chaîne à des nouvelles menaces de fermeture. 

## Organisation

### Dirigeants
Directeur de publication :
- Xavier Lobre : 2005 - 2018

### Capital et Sièges

#### Capital
Télévision numérique alternative est détenue par une société à responsabilité limitée (SARL) au capital de 37 000 €.

#### Siège
Le siège de TNA se situait au 31 avenue de Ségur dans le 7e arrondissement.

## Programme
TNA diffuse des courts-métrages, des magazines, des documentaires, des spectacles ou autres. 

### Émissions
Ouverte à toutes propositions audiovisuelles (fictions, documentaires, clips musicaux etc...), on retrouve sur TNA différents magazines et rendez-vous, en particulier :
- Science U, conférences scientifiques
- Campus Mag, émission phare de l'association TV Campus
- Cafés, regards croisés sur un événement culturel autour d'un café
- Ailleurs, magazine centré sur les fêtes populaires partout sur la planète
- Europa Latina, magazine culturel latino-américain
- Elektra (émission de télévision), magazine des musiques expérimentales
- Coulisses & Culture, magazine culturel
- Archi Urbain, magazine d'architecture

## Diffusion
La chaîne était accessible sur :
- Freebox TV sur le canal 363 ;
- Orange TV canal 173 ;
- Virgin Mobile canal 167 ;
- AliceBox canal 233 ;
- la box de SFR canal 195.